# Anisodes nepheloscia
Anisodes nepheloscia là một loài bướm đêm trong họ Geometridae.